# Rhytiphora viridis
Rhytiphora viridis là một loài bọ cánh cứng trong họ Cerambycidae.